# Pere Bonet i Such
Pere Bonet i Such (-1909- Barcelona, 27/06/2011) fou pastor i primer president del Consell Evangèlic de Catalunya. Va dedicar bona part de la seva vida a treballar per la unitat del poble evangèlic a Catalunya, i va ser un referent, en aquest tema, per a les noves generacions. Va ser president de la Unió Evangèlica Baptista Espanyola (UEBE) en diferents etapes; de la Unió de Joves Baptistes d'Espanya, i pastor en diverses esglésies baptistes.

## Obra
Bonet i Such, Pere. Història dels Baptistes a Catalunya (en catalana).  Unión Evangélica Bautista de España, 2001.